# «Сокіл» (Київ) у сезоні 1983—1984
В сезоні 1983/84 київський «Сокіл» здобув п'яте місце в чемпіонаті СРСР, брав участь у низці турнірів і міжнародних поєдинків.
Михайло Татаринов став третім гравцем «Сокола», якого включено до списку 34 найкращих хокеїстів сезону. Раніше до нього потрапляли воротар Юрій Шундров і захисник Сергій Горбушин.
У сезоні одразу троє гравців здобули золоті чемпіонські медалі. Спочатку Михайло Татаринов у складі молодіжної збірної СРСР, виборов звання чемпіона світу. А згодом він, а також ще двоє киян — Олег Посметьєв і Володимир Єловиков — стали першими на юнацькій першості Європи.

## Міжнародні зустрічі
Сезон розпочав товариськими матчами вдома з фінським клубом «Ільвес» з міста Тампере.
| 7 серпня 1983 |

| «Сокіл» (Київ)                              | 5 : 3 | «Ільвес» (Тампере) |
| ------------------------------------------- | ----- | ------------------ |
| Мажугін Давидов Овчинников Дьомін Голубович |       | ?                  |

| Київ |

| 10 серпня 1983 |

| «Сокіл» (Київ)                         | 5 : 6 | «Ільвес» (Тампере) |
| -------------------------------------- | ----- | ------------------ |
| Ширяєв Доніка Олексієнко — 2 Голубович |       | ?                  |

| Київ |

| 11 серпня 1983 |

| «Сокіл» (Київ)                                | 7 : 3 | «Ільвес» (Тампере) |
| --------------------------------------------- | ----- | ------------------ |
| Шастін — 3 Земченко Голубович Ісламов Васюнін |       | ?                  |

| Київ |

З 8 по 17 грудня «Сокіл» перебував у Братиславі. Там він переміг місцевий «Слован». Виїжджав до інших міст Чехословаччини. І переміг, зокрема, клуб «Пластика» (Нітра).
| 12 грудня 1983 |

| «Слован» (Братислава) | 4 : 6 | «Сокіл» (Київ)                               |
| --------------------- | ----- | -------------------------------------------- |
| ?                     |       | Шастін — 2 Дьомін Голубович Єловиков Давидов |

| Братислава |

| 14 грудня 1983 |

| «Пластика» (Нітра) | 4 : 6 | «Сокіл» (Київ)                                |
| ------------------ | ----- | --------------------------------------------- |
| ?                  |       | Шастін — 2 Парфілов Наріманов Давидов Васюнін |

| Чехословаччина |

В останні дні старого і перші дні нового року «Сокіл» побував у Фінляндії. В усіх семи матчах здобули перемоги. Вони подолати три сильні клуби вищої ліги, у решті матчів киянам протистояли збірна (або команди) першої ліги.
| січень 1984 |

| «Ільвес» (Тампере) | 3 : 6 | «Сокіл» (Київ) |
| ------------------ | ----- | -------------- |
|                    |       |                |

| Фінляндія |

| січень 1984 |

| «Кярпят» (Оулу) | 6 : 8 | «Сокіл» (Київ) |
| --------------- | ----- | -------------- |
|                 |       |                |

| Фінляндія |

| січень 1984 |

| «Йокеріт» (Гельсінкі) | 6 : 7 | «Сокіл» (Київ) |
| --------------------- | ----- | -------------- |
|                       |       |                |

| Фінляндія |

## Турнір газети «Советский спорт»
Традиційний турнір на призи московської газети «Советский спорт» проходив у Києві, Ленінграді й Ризі. В українській групі змагалися чехословацький ТЕ (Готтвальдов), національна збірна Румунії та чотири клуби вищої ліги: «Спартак» (Москва), «Трактор» (Челябінськ), «Сибір» (Новосибірськ) і місцевий «Сокіл».
| 1 вересня 1983 |

| «Сокіл» (Київ)    | 2 : 2 | «Трактор» (Челябінськ) |
| ----------------- | ----- | ---------------------- |
| Овчинников Шастін |       | Гуров Молчанов         |

| Палац спорту (Київ) |

| 2 вересня 1983 |

| «Сокіл» (Київ)                                    | 7 : 2 | збірна Румунії |
| ------------------------------------------------- | ----- | -------------- |
| Земченко — 2 Шастін — 2 Овчинников Дьомін Юрченко |       | Попеску Туряну |

| Палац спорту (Київ) |

| 4 вересня 1983 |

| «Сокіл» (Київ)                                | 6 : 3 | «Сибір» (Новосибірськ)       |
| --------------------------------------------- | ----- | ---------------------------- |
| Земченко — 2 Шастін Овчинников Дьомін Давидов |       | Барабанов Новоселов Меленчук |

| Палац спорту (Київ) |

| 5 вересня 1983 |

| «Сокіл» (Київ)                                                       | 9 : 4 | ТЕ (Готтвальдов)          |
| -------------------------------------------------------------------- | ----- | ------------------------- |
| Давидов Горбушин Ісламов Шастін — 2 Ладигін Земченко Менченков Земко |       | Корф Межек Пельч Добіашек |

| Палац спорту (Київ) |

| 7 вересня 1983 |

| «Сокіл» (Київ) | 0 : 3 | «Спартак» (Москва)        |
| -------------- | ----- | ------------------------- |
|                |       | Тарасов Курдін Лаврентьєв |

| Палац спорту (Київ) |

| М | Команда                | І | Пер | Н | Пор | ЗШ | ПШ | О |
| - | ---------------------- | - | --- | - | --- | -- | -- | - |
| 1 | «Спартак» (Москва)     | 5 | 4   | 1 | 0   | 31 | 10 | 9 |
| 2 | «Сокіл» (Київ)         | 5 | 3   | 1 | 1   | 24 | 14 | 7 |
| 3 | «Трактор» (Челябінськ) | 5 | 2   | 2 | 1   | 22 | 14 | 6 |
| 4 | ТЕ (Готтвальдов)       | 5 | 2   | 2 | 1   | 25 | 21 | 6 |
| 5 | «Сибір» (Новосибірськ) | 5 | 1   | 0 | 4   | 16 | 26 | 2 |
| 6 | Румунія                | 5 | 0   | 0 | 5   | 14 | 47 | 0 |

### Склад команди
| №  | Гравець            | Дата народження | І | Г | П | 0 | Штр |
| -- | ------------------ | --------------- | - | - | - | - | --- |
| 20 | Костянтин Гаврилов | 26.10.1957      | 2 |   |   |   | 0   |
| 22 | Юрій Шундров       | 06.06.1956      | 3 |   |   |   | 0   |

| №  | Гравець             | Дата народження | І | Г | П | 0 | Штр |
| -- | ------------------- | --------------- | - | - | - | - | --- |
| 3  | Олександр Менченков | 19.01.1958      | 5 | 1 | 2 | 3 | 4   |
| 4  | Анатолій Доніка     | 20.06.1960      | 4 | 0 | 0 | 0 | 0   |
| 5  | Сергій Горбушин     | 20.05.1957      | 5 | 1 | 0 | 1 | 4   |
| 12 | Валерій Сидоров     | 15.07.1959      | 3 | 0 | 0 | 0 | 2   |
| 14 | Валерій Ширяєв      | 26.08.1963      | 4 | 0 | 3 | 3 | 2   |
| 24 | Микола Ладигін      | 20.05.1954      | 5 | 1 | 1 | 2 | 18  |
| 25 | Михайло Татаринов   | 16.07.1966      | 4 | 0 | 0 | 0 | 2   |
| 26 | Андрій Коршунов     | 22.05.1965      | 4 | 0 | 0 | 0 | 0   |

| №  | Гравець             | Дата народження | І | Г | П | 0 | Штр |
| -- | ------------------- | --------------- | - | - | - | - | --- |
| 7  | Андрій Овчинников   | 01.05.1961      | 5 | 3 | 1 | 4 | 2   |
| 8  | Олег Синьков        | 06.03.1965      | 3 | 0 | 0 | 0 | 0   |
| 9  | Андрій Земко        | 28.05.1961      | 5 | 1 | 1 | 2 | 2   |
| 10 | Сергій Земченко     | 31.05.1961      | 5 | 5 | 0 | 5 | 6   |
| 13 | Володимир Єловиков  | 21.05.1966      | 4 | 0 | 0 | 0 | 2   |
| 15 | Анатолій Дьомін     | 15.01.1954      | 5 | 2 | 1 | 3 | 6   |
| 16 | Андрій Мажугін      | 26.05.1963      | 4 | 0 | 1 | 1 | 0   |
| 18 | Микола Наріманов    | 10.04.1958      | 5 | 0 | 0 | 0 | 0   |
| 19 | Олег Ісламов        | 05.08.1953      | 4 | 1 | 2 | 3 | 0   |
| 21 | Сергій Давидов      | 20.04.1957      | 5 | 2 | 0 | 2 | 2   |
| 23 | Євген Шастін        | 14.07.1960      | 5 | 6 | 2 | 8 | 0   |
| 27 | Володимир Голубович | 02.07.1954      | 4 | 0 | 0 | 0 | 2   |
| 29 | Олександр Куликов   | 10.02.1955      | 4 | 0 | 2 | 2 | 0   |
|    | Ігор Юрченко        | 1966            | 4 | 1 | 0 | 1 | 6   |
|    | Олексій Олексієнко  | 1966            | 2 | 0 | 0 | 0 | 2   |
|    | Андрій Макаров      |                 | 1 | 0 | 0 | 0 | 0   |

## Кубок ВЦРПС
На початку березня «Сокіл» брав участь у першому розіграші кубку Всесоюзної центральної ради професіональних спілок (ВЦРПС). У челябінській групі команда зайняла останнє місце.
| 2 березня 1984 |

| «Крила Рад» (Москва)           | 4 : 3 | «Сокіл» (Київ)              |
| ------------------------------ | ----- | --------------------------- |
| Лебедєв Чижмін Кабанов Хмильов |       | Овчинников Ісламов Парфілов |

| «Юність» (Челябінськ) |

| 3 березня 1984 |

| «Сибір» (Новосибірськ)         | 4 : 3 | «Сокіл» (Київ)       |
| ------------------------------ | ----- | -------------------- |
| Антипов — 2 Меленчук Приходько |       | Давидов Земко Ширяєв |

| «Юність» (Челябінськ) |

| 5 березня 1984 |

| «Трактор» (Челябінськ)               | 5 : 4 | «Сокіл» (Київ)           |
| ------------------------------------ | ----- | ------------------------ |
| Чудінов Махинько Іванов Рожков Кулев |       | Голубович Овчинников ? ? |

| «Юність» (Челябінськ) |

| М | Команда                | І | Пер | Н | Пор | ЗШ | ПШ | О |
| - | ---------------------- | - | --- | - | --- | -- | -- | - |
| 1 | «Сибір» (Новосибірськ) | 3 | 2   | 0 | 1   | 11 | 9  | 4 |
| 2 | «Крила Рад» (Москва)   | 3 | 2   | 0 | 1   | 11 | 10 | 4 |
| 3 | «Трактор» (Челябінськ) | 3 | 2   | 0 | 1   | 12 | 12 | 4 |
| 4 | «Сокіл» (Київ)         | 3 | 0   | 0 | 0   | 10 | 13 | 0 |

## Чемпіонат СРСР
38-ма першість СРСР серед команд вищої ліги тривала з 18 вересня 1983 по 30 квітня 1984 року. В змаганні брали участь 12 клубів, які зіграли один з одним по чотири поєдинки.

### Перше коло
| 1 тур 18 вересня 1983 |

| ЦСКА (Москва)                                        | 5 : 3 | «Сокіл» (Київ)                      |
| ---------------------------------------------------- | ----- | ----------------------------------- |
| Васильєв 5 Вязьмикін 34 Крутов 54, 60 Дроздецький 58 |       | Голубович 25 Ісламов 38 Земченко 49 |

| Палац спорту (Москва) Глядачів: 11 000 Арбітр: Резніков |

| 2 тур 20 вересня 1983 |

| «Сокіл» (Київ)                                     | 6 : 3 | «Хімік» (Воскресенськ)    |
| -------------------------------------------------- | ----- | ------------------------- |
| Куликов 7, 53, 53 Наріманов 23 Земко 30 Васюнін 57 |       | Капустін 1, 50 Мишуков 12 |

| Палац спорту (Київ) Глядачів: 1 000 Арбітр: Баринов |

| 3 тур 24 вересня 1983 |

| «Динамо» (Москва)     | 2 : 3 | «Сокіл» (Київ)                 |
| --------------------- | ----- | ------------------------------ |
| Анферов 24 Шкурдюк 28 |       | Голубович 21, 29 Степанищев 24 |

| Палац спорту (Москва) Глядачів: 4 000 Арбітр: Федотов |

| 4 тур 26 вересня 1983 |

| «Іжсталь» (Іжевськ) | 1 : 1 | «Сокіл» (Київ) |
| ------------------- | ----- | -------------- |
| Лубнін 17           |       | Куликов 30     |

| Палац спорту (Іжевськ) Глядачів: 2 500 Арбітр: Кузнецов |

| 5 тур 29 вересня 1983 |

| «Сокіл» (Київ)                     | 3 : 5 | «Динамо» (Рига)                                |
| ---------------------------------- | ----- | ---------------------------------------------- |
| Куликов 3 Голубович 24 Земченко 39 |       | Шостак 20, 55 Скосирєв 29 Лубкін 32 Семеряк 37 |

| Палац спорту (Київ) Глядачів: 1 000 Арбітр: Морозов |

| 6 тур 5 жовтня 1983 |

| СКА (Ленінград)                | 3 : 6 | «Сокіл» (Київ)                                                  |
| ------------------------------ | ----- | --------------------------------------------------------------- |
| Лапшин 5 Маслов 45 Тепляков 54 |       | Степанищев 8 Горбушин 26 Шастін 32, 47 Земченко 41 Татаринов 57 |

| СКК ім. Леніна (Ленінград) Глядачів: 2 000 Арбітр: В. Козін |

| 7 тур 8 жовтня 1983 |

| «Сокіл» (Київ)                                              | 6 : 0 | «Трактор» (Челябінськ) |
| ----------------------------------------------------------- | ----- | ---------------------- |
| Шастін 11, 30 Наріманов 26 Голубович 31 Земко 53 Давыдов 56 |       |                        |

| Палац спорту (Київ) Глядачів: 1 000 Арбітр: Каранін |

| 8 тур 10 жовтня 1983 |

| «Сокіл» (Київ)                               | 5 : 2 | «Сибір» (Новосибірськ) |
| -------------------------------------------- | ----- | ---------------------- |
| Голубович 31, 54 Давидов 46, 46 Татаринов 56 |       | Усольцев 17 Антипов 27 |

| Палац спорту (Київ) Глядачів: 1 000 Арбітр: Замонін |

| 9 тур 13 жовтня 1983 |

| «Спартак» (Москва) | 1 : 1 | «Сокіл» (Київ) |
| ------------------ | ----- | -------------- |
| Кожевников 60      |       | Земченко 30    |

| МСА (Москва) Глядачів: 4 500 Арбітр: Федосєєв |

| 10 тур 15 жовтня 1983 |

| «Торпедо» (Горький)        | 2 : 1 | «Сокіл» (Київ) |
| -------------------------- | ----- | -------------- |
| Водоп'янов 13 Новоселов 52 |       | Наріманов 6    |

| Палац спорту (Горький) Глядачів: 4 300 Арбітр: Губернаторов |

| 11 тур 18 жовтня 1983 |

| «Крила Рад» (Москва) | 1 : 3 | «Сокіл» (Київ)                     |
| -------------------- | ----- | ---------------------------------- |
| Спиридонов 33        |       | Ісламов 14 Овчинников 29 Дьомін 60 |

| Палац спорту (Москва) Глядачів: 1 000 Арбітр: В. Козін |

| М  | Команда                | І  | Пер | Н | Пор | ЗШ | ПШ | О  |
| -- | ---------------------- | -- | --- | - | --- | -- | -- | -- |
| 1  | ЦСКА (Москва)          | 11 | 11  | 0 | 0   | 70 | 18 | 22 |
| 2  | «Спартак» (Москва)     | 11 | 7   | 2 | 2   | 49 | 33 | 16 |
| 3  | «Сокіл» (Київ)         | 11 | 6   | 2 | 3   | 38 | 25 | 14 |
| 4  | «Торпедо» (Горький)    | 10 | 6   | 2 | 2   | 37 | 26 | 14 |
| 5  | «Динамо» (Рига)        | 11 | 5   | 2 | 4   | 39 | 39 | 12 |
| 6  | «Хімік» (Воскресенськ) | 11 | 5   | 1 | 5   | 45 | 47 | 11 |
| 7  | «Крила Рад» (Москва)   | 11 | 5   | 1 | 5   | 29 | 34 | 11 |
| 8  | «Динамо» (Москва)      | 11 | 4   | 1 | 6   | 38 | 30 | 9  |
| 9  | «Трактор» (Челябінськ) | 11 | 3   | 2 | 6   | 24 | 36 | 8  |
| 10 | СКА (Ленінград)        | 11 | 1   | 3 | 7   | 26 | 41 | 5  |
| 11 | «Сибір» (Новосибірськ) | 9  | 2   | 0 | 7   | 24 | 58 | 4  |
| 12 | «Іжсталь» (Іжевськ)    | 10 | 0   | 2 | 8   | 19 | 51 | 2  |

### Друге коло
| 12 тур 23 жовтня 1983 |

| «Сокіл» (Київ) | 1 : 3 | Динамо (Москва)              |
| -------------- | ----- | ---------------------------- |
| Земко 56       |       | Варянов 10 В. Семенов 19, 34 |

| Палац спорту (Київ) Глядачів: 7 000 Арбітр: Ю. Карандін |

| 13 тур 25 жовтня 1983 |

| «Сокіл» (Київ)                                                   | 7 : 2 | «Іжсталь» (Іжевськ)  |
| ---------------------------------------------------------------- | ----- | -------------------- |
| Земченко 17 Ісламов 23, 56 Менченков 35, 57 Шастін 49 Давидов 52 |       | Гатаулін 25 Федін 58 |

| Палац спорту (Київ) Глядачів: 3 500 Арбітр: Захаров |

| 14 тур 28 жовтня 1983 |

| «Сокіл» (Київ) | 0 : 4 | ЦСКА (Москва)                                 |
| -------------- | ----- | --------------------------------------------- |
|                |       | Макаров 11 Стельнов 22 Касатонов 34 Крутов 54 |

| Палац спорту (Київ) Глядачів: 6 700 Арбітр: Губернаторов |

| 15 тур 30 жовтня 1983 |

| «Хімік» (Воскресенськ)                              | 5 : 0 | «Сокіл» (Київ) |
| --------------------------------------------------- | ----- | -------------- |
| Казачкін 8 Кудяшов 16 Щуренко 35 Ванін 36 Черних 60 |       |                |

| Палац спорту «Хімік» (Воскресенськ) Глядачів: 4 300 Арбітр: Шалімов |

| 16 тур 3 листопада 1983 |

| «Сокіл» (Київ)                                                   | 6 : 3 | СКА (Ленінград)               |
| ---------------------------------------------------------------- | ----- | ----------------------------- |
| Овчинников 2 Ладигін 17 Голубович 29 Степанищев 40, 41 Шастін 60 |       | Власов 7 Маслов 11 Андрєєв 18 |

| Палац спорту (Київ) Глядачів: 1 000 Арбітр: В. Козін |

| 17 тур 5 листопада 1983 |

| «Динамо» (Рига)        | 2 : 4 | «Сокіл» (Київ)                                     |
| ---------------------- | ----- | -------------------------------------------------- |
| Фроліков 27 Семеряк 57 |       | Куликов 13 Менченков 22 Голубович 32 Овчинников 60 |

| Палац спорту (Рига) Глядачів: 5 000 Арбітр: Брикін |

| 18 тур 12 листопада 1983 |

| «Сокіл» (Київ)                    | 4 : 3 | «Спартак» (Москва)                 |
| --------------------------------- | ----- | ---------------------------------- |
| Земко 7 Наріманов 8, 29 Шастін 10 |       | Болдін 27 О.Орлов 29 Лаврентьєв 40 |

| Палац спорту (Київ) Глядачів: 6 700 Арбітр: Федотов |

| 19 тур 14 листопада 1983 |

| «Сокіл» (Київ)                                             | 6 : 1 | «Торпедо» (Горький) |
| ---------------------------------------------------------- | ----- | ------------------- |
| Наріманов 10, 45 Ширяєв 35 Земченко 37 Земко 42 Давидов 52 |       | Кудимов 37          |

| Палац спорту (Київ) Глядачів: 4 500 Арбітр: В. Козін |

| 20 тур 17 листопада 1983 |

| «Трактор» (Челябінськ) | 1 : 7 | «Сокіл» (Київ)                                                                |
| ---------------------- | ----- | ----------------------------------------------------------------------------- |
| Суханов 26             |       | Степанищев 8 Земко 12 Голубович 30, 56 Наріманов 39 Овчинников 51 Єловиков 55 |

| «Юність» (Челябінськ) Глядачів: 3 200 Арбітр: Кузнецов |

| 21 тур 19 листопада 1983 |

| «Сибір» (Новосибірськ)     | 3 : 9 | «Сокіл» (Київ)                                                                                      |
| -------------------------- | ----- | --------------------------------------------------------------------------------------------------- |
| Подрєзов 16 Антипов 49, 60 |       | Куликов 11 Ісламов 18 Шастін 31 Менченков 38 Давидов 43 Ладигін 44 Дьомін 44 Земченко 49 Мажугін 59 |

| Палац спорту (Новосибірськ) Глядачів: 3 000 Арбітр: Брикін |

| 22 тур 22 листопада 1983 |

| «Сокіл» (Київ)                                 | 4 : 2 | «Крила Рад» (Москва) |
| ---------------------------------------------- | ----- | -------------------- |
| Єловиков 15 Голубович 33 Земченко 34 Шастін 36 |       | Авдєєв 18 Пряхін 60  |

| Палац спорту (Київ) Глядачів: 6 700 Арбітр: Федосєєв |

| М  | Команда                | І  | Пер | Н | Пор | ЗШ  | ПШ  | О  |
| -- | ---------------------- | -- | --- | - | --- | --- | --- | -- |
| 1  | ЦСКА (Москва)          | 22 | 22  | 0 | 0   | 144 | 38  | 44 |
| 2  | «Спартак» (Москва)     | 22 | 13  | 4 | 5   | 104 | 67  | 30 |
| 3  | «Сокіл» (Київ)         | 22 | 14  | 2 | 6   | 86  | 54  | 30 |
| 4  | «Хімік» (Воскресенськ) | 22 | 13  | 3 | 6   | 91  | 72  | 29 |
| 5  | «Динамо» (Москва)      | 22 | 10  | 5 | 7   | 81  | 59  | 25 |
| 6  | «Торпедо» (Горький)    | 22 | 10  | 2 | 10  | 73  | 77  | 22 |
| 7  | «Динамо» (Рига)        | 22 | 8   | 5 | 9   | 69  | 78  | 21 |
| 8  | «Трактор» (Челябінськ) | 22 | 8   | 2 | 12  | 47  | 67  | 18 |
| 9  | «Крила Рад» (Москва)   | 22 | 8   | 1 | 13  | 58  | 76  | 17 |
| 10 | СКА (Ленінград)        | 22 | 5   | 4 | 13  | 59  | 79  | 14 |
| 11 | «Іжсталь» (Іжевськ)    | 21 | 3   | 2 | 16  | 51  | 115 | 8  |
| 12 | «Сибір» (Новосибірськ) | 21 | 2   | 0 | 19  | 52  | 133 | 4  |

### Третє коло
| 23 тур 25 листопада 1983 |

| «Сокіл» (Київ)        | 2 : 2 | «Трактор» (Челябінськ) |
| --------------------- | ----- | ---------------------- |
| Ісламов 8 Єловиков 13 |       | Іванов 9 Єзовських 48  |

| Палац спорту (Київ) Глядачів: 6 700 Арбітр: Баринов |

| 24 тур 27 листопада 1983 |

| «Сокіл» (Київ)                                                                  | 9 : 4 | «Сибір» (Новосибірськ)                     |
| ------------------------------------------------------------------------------- | ----- | ------------------------------------------ |
| Сидоров 9 Ісламов 18, 44, 52 Ширяев 30 Земченко 42 Куликов 46, 60 Овчинников 54 |       | Акімов 30 Грачев 37 Громилін 54 Антипов 56 |

| Палац спорту (Київ) Глядачів: 6 700 Арбітр: В. Якушев |

| 25 тур 30 листопада 1983 |

| «Спартак» (Москва)                                                      | 7 : 3 | «Сокіл» (Київ)                     |
| ----------------------------------------------------------------------- | ----- | ---------------------------------- |
| Капустін 4 Шепелєв 29 І. Орлов 30 Шалімов 35 Михайлов 39 Логінов 52, 59 |       | Степанищев 8 Куликов 10 Ісламов 55 |

| МСА (Москва) Глядачів: 7 000 Арбітр: Губернаторов |

| 26 тур 2 грудня 1983 |

| «Торпедо» (Горький)                  | 4 : 2 | «Сокіл» (Київ)           |
| ------------------------------------ | ----- | ------------------------ |
| Єганов 3, 30 ,Федоров 41 Скворцов 46 |       | Сидоров 23 Овчинников 38 |

| Палац спорту (Горький) Глядачів: 4 300 Арбітр: Замонін |

| 27 тур 29 лютого 1984 |

| «Сокіл» (Київ)                                                      | 7 : 5 | «Крила Рад» (Москва)                              |
| ------------------------------------------------------------------- | ----- | ------------------------------------------------- |
| Ісламов 2 Дьомін 5, 31 Шастін 14 Степанищев 14 Куликов 20 Ширяєв 60 |       | Харін 18 Штепа 30 Мурашов 32 Пряхін 47 Ромашин 52 |

| Палац спорту (Київ) Глядачів: 6 700 Арбітр: Губернаторов |

| 28 тур 4 березня 1984 |

| «Сокіл» (Київ)                        | 3 : 1 | «Динамо» (Рига) |
| ------------------------------------- | ----- | --------------- |
| Овчинников 20 Ісламов 35 Татаринов 40 |       | Фроліков 9      |

| Палац спорту (Київ) Глядачів: 6 700 Арбітр: Захаров |

| 29 тур 7 березня 1984 |

| СКА (Ленінград)                           | 4 : 2 | «Сокіл» (Київ)        |
| ----------------------------------------- | ----- | --------------------- |
| Панін 17 Макаров 36 Андрєєв 45 Цвєтков 52 |       | Земченко 37 Ширяєв 50 |

| Ювілейний (Ленінград) Глядачів: 2 500 Арбітр: Брикін |

| 30 тур 10 березня 1984 |

| «Сокіл» (Київ)      | 2 : 9 | ЦСКА (Москва)                                                               |
| ------------------- | ----- | --------------------------------------------------------------------------- |
| Шастін 34 Дьомін 60 |       | Хомутов 13 Васильєв 23, 52 Ларіонов 24, 51 Дроздецький 30, 48 Крутов 31, 47 |

| Палац спорту (Київ) Глядачів: 6 700 Арбітр: Федотов |

| 31 тур 12 березня 1984 |

| «Сокіл» (Київ)                              | 5 : 7 | «Хімік» (Воскресенськ)                                    |
| ------------------------------------------- | ----- | --------------------------------------------------------- |
| Ширяєв 2, 46 Шастін 9 Давидов 16 Ісламов 40 |       | Обухов 3, 38 Карпов 7 Брагін 16, 37 Черних 21 П'ятанов 41 |

| Палац спорту (Київ) Глядачів: 6 700 Арбітр: Баринов |

| 32 тур 16 березня 1984 |

| «Динамо» (Москва)     | 2 : 1 | «Сокіл» (Київ) |
| --------------------- | ----- | -------------- |
| Вожаков 14 Варянов 29 |       | Татаринов 57   |

| «Крила Рад» (Москва) Глядачів: 400 Арбітр: Морозов |

| 33 тур 18 березня 1984 |

| «Іжсталь» (Іжевськ)             | 3 : 5 | «Сокіл» (Київ)                         |
| ------------------------------- | ----- | -------------------------------------- |
| Гусєв 38 Комраков 49 Веселов 56 |       | Ісламов 8 Шастін 20, 50 Ладигін 21, 25 |

| Палац спорту (Іжевськ) Глядачів: 2 500 Арбітр: Кузнецов |

| М  | Команда                | І  | Пер | Н | Пор | ЗШ  | ПШ  | О  |
| -- | ---------------------- | -- | --- | - | --- | --- | --- | -- |
| 1  | ЦСКА (Москва)          | 32 | 32  | 0 | 0   | 207 | 55  | 64 |
| 2  | «Спартак» (Москва)     | 33 | 20  | 5 | 8   | 159 | 102 | 45 |
| 3  | «Хімік» (Воскресенськ) | 33 | 19  | 4 | 10  | 134 | 118 | 42 |
| 4  | «Динамо» (Москва)      | 33 | 16  | 7 | 10  | 123 | 89  | 39 |
| 5  | «Сокіл» (Київ)         | 33 | 18  | 3 | 12  | 127 | 102 | 39 |
| 6  | «Динамо» (Рига)        | 33 | 13  | 7 | 13  | 103 | 118 | 33 |
| 7  | «Торпедо» (Горький)    | 33 | 14  | 4 | 15  | 105 | 108 | 32 |
| 8  | «Трактор» (Челябінськ) | 33 | 12  | 5 | 16  | 75  | 95  | 29 |
| 9  | «Крила Рад» (Москва)   | 33 | 12  | 3 | 18  | 95  | 114 | 27 |
| 10 | СКА (Ленінград)        | 33 | 10  | 4 | 19  | 92  | 118 | 24 |
| 11 | «Іжсталь» (Іжевськ)    | 33 | 7   | 2 | 24  | 82  | 165 | 16 |
| 12 | «Сибір» (Новосибірськ) | 32 | 2   | 0 | 30  | 74  | 192 | 4  |

### Четверте коло
| 34 тур 23 березня 1984 |

| «Крила Рад» (Москва)                           | 5 : 3 | «Сокіл» (Київ)                       |
| ---------------------------------------------- | ----- | ------------------------------------ |
| Евстифєєв 3 Ромашин 19 Лебедєв 29, 56 Штепа 34 |       | Наріманов 29 Ладигін 33 Менченков 47 |

| «Крила Рад» (Москва) |

| 35 тур 26 березня 1984 |

| «Сокіл» (Київ)                    | 3 : 3 | «Спартак» (Москва)                 |
| --------------------------------- | ----- | ---------------------------------- |
| Шастін 14 Овчинников 28 Дьомін 50 |       | Кожевников 16 Ричков 19 Шепелєв 36 |

| Палац спорту (Київ) Глядачів: 6 700 Арбітр: Федотов |

| 36 тур 28 березня 1984 |

| «Сокіл» (Київ)            | 2 : 2 | «Торпедо» (Горький)     |
| ------------------------- | ----- | ----------------------- |
| Степанищев 31 Горбушин 36 |       | Варнаков 23 Астаф'єв 26 |

| Палац спорту (Київ) Глядачів: 6 700 Арбітр: Захаров |

| 37 тур 31 березня 1984 |

| «Трактор» (Челябінськ) | 1 : 0 | «Сокіл» (Київ) |
| ---------------------- | ----- | -------------- |
| Молчанов 32            |       |                |

| «Юність» (Челябінськ) Глядачів: 3 200 Арбітр: Лісовик |

| 38 тур 2 квітня 1984 |

| «Сибір» (Новосибірськ)                                          | 6 : 3 | «Сокіл» (Київ)                       |
| --------------------------------------------------------------- | ----- | ------------------------------------ |
| Бакін 8 Клемешов 15 Меленчук 17 Храмцов 34 Акимов 36 Антипов 46 |       | Дьомін 19 Степанищев 38 Голубович 47 |

| «Сибір» (Новосибірськ) Глядачів: 1 500 Арбітр: Федосєєв |

| 39 тур 5 квітня 1984 |

| «Сокіл» (Київ)                                                     | 6 : 5 | СКА (Ленінград)                                      |
| ------------------------------------------------------------------ | ----- | ---------------------------------------------------- |
| Наріманов 13 Ладигін 17 Голубович 18 Степанищев 44, 60 Горбушин 55 |       | Цвєтков 10 Шенделєв 12 Андрєєв 15 Лавров 33 Панін 57 |

| Палац спорту (Київ) Глядачів: 4 000 Арбітр: Федотов |

| 40 тур 18 квітня 1984 |

| «Динамо» (Рига)                                             | 6 : 3 | «Сокіл» (Київ)             |
| ----------------------------------------------------------- | ----- | -------------------------- |
| Матицин 4, 10 Карпинський 7 Ваулін 7 Фроліков 38 Нікітін 55 |       | Шастін 2 Овчинников 11, 30 |

| Палац спорту (Рига) Глядачів: 4 500 Арбітр: В. Козін |

| 41 тур 21 квітня 1984 |

| «Сокіл» (Київ) | 0 : 4 | «Динамо» (Москва)                                 |
| -------------- | ----- | ------------------------------------------------- |
|                |       | А. Семенов 18 Голіков 30 В. Семенов 44 Антипов 60 |

| Палац спорту (Київ) Глядачів: 2 900 Арбітр: Галіхманов |

| 42 тур 23 квітня 1984 |

| «Сокіл» (Київ)         | 2 : 2 | «Іжсталь» (Іжевськ)      |
| ---------------------- | ----- | ------------------------ |
| Наріманов 10 Шастін 54 |       | Туляков 48 Вологжанін 53 |

| Палац спорту (Київ) Глядачів: 1 500 Арбітр: Федосєєв |

| 43 тур 26 квітня 1984 |

| ЦСКА (Москва)                                          | 5 : 3 | «Сокіл» (Київ)                  |
| ------------------------------------------------------ | ----- | ------------------------------- |
| Крутов 11 Лобанов 24 Жлуктов 32 Зубков 35 І. Гімаєв 51 |       | Синьков 16 Ісламов 24 Шастін 39 |

| Палац спорту (Москва) Глядачів: 2 000 Арбітр: Шалімов |

| 44 тур 28 квітня 1984 |

| «Хімік» (Воскресенськ) | 1 : 4 | «Сокіл» (Київ)                 |
| ---------------------- | ----- | ------------------------------ |
| Мишуков 48             |       | Ширяєв 10 Татаринов 26, 30, 50 |

| «Хімік» (Воскресенськ) Глядачів: 4 500 Арбітр: Федотов |

| М  | Команда                | І  | Пер | Н | Пор | ЗШ  | ПШ  | О  |
| -- | ---------------------- | -- | --- | - | --- | --- | --- | -- |
| 1  | ЦСКА (Москва)          | 44 | 43  | 0 | 1   | 286 | 80  | 86 |
| 2  | «Спартак» (Москва)     | 44 | 26  | 6 | 12  | 214 | 150 | 58 |
| 3  | «Хімік» (Воскресенськ) | 44 | 26  | 5 | 13  | 176 | 159 | 57 |
| 4  | «Динамо» (Москва)      | 44 | 24  | 8 | 12  | 172 | 109 | 56 |
| 5  | «Сокіл» (Київ)         | 44 | 20  | 6 | 18  | 156 | 142 | 46 |
| 6  | «Торпедо» (Горький)    | 44 | 18  | 7 | 19  | 139 | 145 | 43 |
| 7  | «Крила Рад» (Москва)   | 44 | 19  | 5 | 20  | 142 | 141 | 43 |
| 8  | «Динамо» (Рига)        | 44 | 17  | 8 | 19  | 146 | 172 | 42 |
| 9  | «Трактор» (Челябінськ) | 44 | 15  | 7 | 22  | 103 | 131 | 37 |
| 10 | СКА (Ленінград)        | 44 | 14  | 4 | 26  | 133 | 158 | 32 |
| 11 | «Іжсталь» (Іжевськ)    | 44 | 7   | 4 | 33  | 100 | 216 | 18 |
| 12 | «Сибір» (Новосибірськ) | 44 | 5   | 0 | 39  | 107 | 271 | 10 |

### Склад команди
Володимир Голубович, Сергій Давидов, Сергій Земченко, Микола Наріманов і Євген Шастін провели найбільшу кількість матчів — по 43. Найкращий бомбардир команди, Володимир Голубович набрав 28 очок. Найбільшу кількість шайб закинув Євген Шастін — 18. Найбільше часу на лаві штрафників відсидів Михайло Татаринов — 46 хвилин. Серед захисників найбільше очок набрав Олександр Менченков — 15.
| №  | Гравець            | Дата народження | І  | Г   | П | 0 | Штр |
| -- | ------------------ | --------------- | -- | --- | - | - | --- |
| 20 | Костянтин Гаврилов | 26.10.1957      | 23 | 37п |   |   | 0   |
| 22 | Юрій Шундров       | 06.06.1956      | 37 | 98п |   |   | 0   |
| 30 | Олександр Васильєв | 24.04.1964      | 3  | 6п  |   |   | 0   |

| №  | Гравець             | Дата народження | І  | Г | П  | 0  | Штр |
| -- | ------------------- | --------------- | -- | - | -- | -- | --- |
| 2  | Юрій Парфілов       | 1955            | 23 | 0 | 1  | 1  | 8   |
| 3  | Олександр Менченков | 19.01.1958      | 42 | 5 | 10 | 15 | 22  |
| 4  | Анатолій Доніка     | 20.06.1960      | 11 | 0 | 0  | 0  | 4   |
| 5  | Сергій Горбушин     | 20.05.1957      | 42 | 3 | 6  | 9  | 32  |
| 6  | Олег Васюнін        | 11.04.1959      | 40 | 1 | 8  | 9  | 23  |
| 12 | Валерій Сидоров     | 15.07.1959      | 27 | 2 | 1  | 3  | 12  |
| 14 | Валерій Ширяєв      | 26.08.1963      | 35 | 7 | 3  | 10 | 14  |
| 24 | Микола Ладигін      | 20.05.1954      | 42 | 6 | 8  | 14 | 36  |
| 25 | Михайло Татаринов   | 16.07.1966      | 38 | 7 | 3  | 10 | 46  |
| 26 | Андрій Коршунов     | 22.05.1965      | 5  | 0 | 0  | 0  | 2   |
| 31 | Олег Посметьєв      | 19.06.1966      | 5  | 0 | 0  | 0  | 2   |

| №  | Гравець             | Дата народження | І  | Г  | П  | 0  | Штр |
| -- | ------------------- | --------------- | -- | -- | -- | -- | --- |
| 7  | Андрій Овчинников   | 01.05.1961      | 37 | 10 | 8  | 18 | 32  |
| 8  | Олег Синьков        | 06.03.1965      | 10 | 1  | 0  | 1  | 2   |
| 9  | Андрій Земко        | 28.05.1961      | 35 | 6  | 1  | 7  | 12  |
| 10 | Сергій Земченко     | 31.05.1961      | 43 | 10 | 9  | 19 | 10  |
| 11 | Анатолій Степанищев | 29.01.1961      | 39 | 11 | 9  | 20 | 12  |
| 13 | Володимир Єловиков  | 21.05.1966      | 30 | 3  | 4  | 7  | 4   |
| 15 | Анатолій Дьомін     | 15.01.1954      | 40 | 7  | 7  | 14 | 18  |
| 16 | Андрій Мажугін      | 26.05.1963      | 18 | 1  | 2  | 3  | 2   |
| 17 | Євген Аліпов        | 12.09.1965      | 2  | 0  | 0  | 0  | 0   |
| 18 | Микола Наріманов    | 10.04.1958      | 43 | 11 | 6  | 17 | 38  |
| 19 | Олег Ісламов        | 05.08.1953      | 41 | 15 | 10 | 25 | 23  |
| 21 | Сергій Давидов      | 20.04.1957      | 43 | 7  | 11 | 18 | 8   |
| 23 | Євген Шастін        | 14.07.1960      | 43 | 18 | 5  | 23 | 20  |
| 27 | Володимир Голубович | 02.07.1954      | 43 | 14 | 14 | 28 | 12  |
| 29 | Олександр Куликов   | 10.02.1955      | 37 | 11 | 8  | 19 | 8   |

Старший тренер — Анатолій Богданов; тренери — Броніслав Самович, Олександр Фадєєв.

### Статистика
Тур за туром:
Домашні матчі:
Матчі на виїзді:

## «Машинобудівник»
Фарм-клуб «Машинобудівник» виступав у західній зоні другої ліги:
| М  | Команда | І | Пер | Н | Пор | ЗШ | ПШ | О |
| -- | ------- | - | --- | - | --- | -- | -- | - |
| 1  | «»      |   |     |   |     |    |    |   |
| 2  | «»      |   |     |   |     |    |    |   |
| 3  | «»      |   |     |   |     |    |    |   |
| 4  | «»      |   |     |   |     |    |    |   |
| 5  | «»      |   |     |   |     |    |    |   |
| 6  | «»      |   |     |   |     |    |    |   |
| 7  | «»      |   |     |   |     |    |    |   |
| 8  | «»      |   |     |   |     |    |    |   |
| 9  | «»      |   |     |   |     |    |    |   |
| 10 | «»      |   |     |   |     |    |    |   |
| 11 | «»      |   |     |   |     |    |    |   |
| 12 | «»      |   |     |   |     |    |    |   |
| 13 | «»      |   |     |   |     |    |    |   |
| 14 | «»      |   |     |   |     |    |    |   |

За київську команду виступали:
| № | Гравець            | Дата народження | І | ПГ |
| - | ------------------ | --------------- | - | -- |
|   | Олександр Васильєв | 24.04.1964      |   |    |
|   | Валентин Романенко | 1959            |   |    |
|   | Павло Михоник      | 12.07.1966      |   |    |
|   | Костянтин Свиридов | 1965            |   |    |

| № | Гравець           | Дата народження | І | Г |
| - | ----------------- | --------------- | - | - |
|   | Вадим Бут         | 1965            |   | 3 |
|   | Вадим Буценко     | 1965            |   | 2 |
|   | Сергій Гавриленко | 1966            |   | 3 |
|   | Олег Кипта        | 1964            |   |   |
|   | Олег Кондратюк    | 1965            |   | 4 |
|   | Андрій Коршунов   | 22.05.1965      |   | 2 |
|   | Сергій Кугута     | 1964            |   | 1 |
|   | Кулаков Сергій    | 1966            |   |   |
|   | Ігор Нікулін      | 1959            |   | 3 |
|   | Олег Посметьєв    | 1966            |   | 2 |
|   | Валерій Шахрай    | 1965            |   | 6 |

| № | Гравець            | Дата народження | І | Г  |
| - | ------------------ | --------------- | - | -- |
|   | Євген Аліпов       | 1965            |   | 20 |
|   | Сергій Бабій       | 1965            |   | 9  |
|   | Валерій Ботвинко   | 1964            |   | 22 |
|   | Олексій Кузнецов   | 1967            |   | 1  |
|   | Олег Мудров        | 1964            |   | 17 |
|   | Анатолій Найда     | 1965            |   | 10 |
|   | Олег Нікулін       | 1959            |   | 13 |
|   | Олексій Олексієнко | 1965            |   | 19 |
|   | Борис Пушкарьов    | 1956            |   | 18 |
|   | Олег Синьков       | 1965            |   | 25 |
|   | Олег Туришев       | 1964            |   | 21 |
|   | Сергій Успенський  | 1963            |   | 2  |
|   | Юрій Цепилов       | 1964            |   | 19 |
|   | Ігор Юрченко       | 1966            |   | 7  |

Старший тренер — Володимир Андрєєв; тренер — Олександр Сеуканд.

## Молодіжна команда
Молодіжна команда київського «Сокола» не змогла подолати бар'єр кваліфікації. У відборі грали:
Воротарі:
- Вадим Кир'ян (1965)
- Костянтин Свиридов (1965)
- Олег Спіцин (1965)
- Євген Синявський (1966)
- Павло Михоник (1966)

Польові гравці:
- Олег Кондратюк (1965)
- Олег Посметьєв (1966)
- Сергій Гавриленко (1966)
- Володимир Єловиков (1966)
- Сергій Бабій (1965)
- Сергій Заставенко (1966)
- Володимир Остапчук (1966)
- Геннадій Чухрай (1966)
- Олександр Артюхов (1965)
- Олег Ківва (1966)
- Костянтин Лодня (1966)
- Геннадій Котенок (1966)
- Юрій Горлянко (1966)
- Олег Лускань (1966)
- Сергій Кулаков (1966)
- Андрій Коршунов
- Олег Білозеров (1966)
- Ігор Демковський (1965)
- Андрій Ломейко (1966)
- Сергій Корепанов (1965)
- Валерій Курінний (1966)
- Віктор Бурий (1966)
- Михайло Татаринов (1966)
- Олексій Юматов (1966)
- Олег Чучканов (1966)
- В'ячеслав Галюк (1966)
- Вадим Буценко (1965)
- Олег Синьков (1965)
- Євген Аліпов (1965)
- Анатолій Найда (1965)
- Вадим Бут (1965)
- Олексій Кисельов

Тренери: Анатолій Дулін, Валентин Уткін.
| М | Команда | І | Пер | Н | Пор | ЗШ | ПШ | О |
| - | ------- | - | --- | - | --- | -- | -- | - |
| 1 | «» ()   |   |     |   |     |    |    |   |
| 2 | «» ()   |   |     |   |     |    |    |   |
| 3 | «» ()   |   |     |   |     |    |    |   |
| 4 | «» ()   |   |     |   |     |    |    |   |
| 5 | «» ()   |   |     |   |     |    |    |   |
| 6 | «» ()   |   |     |   |     |    |    |   |
| 7 | «» ()   |   |     |   |     |    |    |   |
| 8 | «» ()   |   |     |   |     |    |    |   |

## Юніори
Фінальна частина чемпіонату СРСР серед юніорів проходила в Уфі з 23 по 31 березня 1984 року.
| М | Команда                       | І | Пер | Н | Пор | ЗШ | ПШ | О |
| - | ----------------------------- | - | --- | - | --- | -- | -- | - |
| 1 | СК ім. Салавата Юлаєва (Уфа)  |   |     |   |     |    |    |   |
| 2 | «Сокіл» (Київ)                |   |     |   |     |    |    |   |
| 3 | «Юність» (Мінськ)             |   |     |   |     |    |    |   |
| 4 | «Торпедо» (Горький)           |   |     |   |     |    |    |   |
| 5 | ЦСКА (Москва)                 |   |     |   |     |    |    |   |
| 6 | «Кристал» (Саратов)           |   |     |   |     |    |    |   |
| 7 | «Торпедо» (Усть-Каменогорськ) |   |     |   |     |    |    |   |
| 8 | «Спартак» (Москва)            |   |     |   |     |    |    |   |

- Кращі гравці: воротар — Євген Бруль («Сокіл»), захисник — Олег Васильєв (СК ім. Салавата Юлаєва), нападник — Анатолій Фетісов (ЦСКА).
- Кращий бомбардир: Анатолій Фетісов (ЦСКА) — 14 закинутих шайб.

Склад «Сокола» у вирішальних матчах:
Воротарі:
- Євген Куренков
- Євген Бруль (1967)

Польові гравці:
- Сергій Кравченко (1967)
- Володимир Кирик (1967)
- Ігор Анікєєв (1967)
- В'ячеслав Павленко (1968)
- Вадим Паламар (1967)
- Олексій Кузнецов (1967)
- Анатолій Зоров (1967)
- Ігор Чибирєв (1968)
- Василь Василенко (1967)
- Сергій Корзун (1967)
- Руслан Астахов (1967)
- Юрій Петрина (1967)
- Роман Севастьянов (1967)
- Віталій Легеза (1967)
- Дмитро Христич (1969)
- Сергій Очкін (1967)
- Володимир Чепак (1967)
- Олег Герасименко (1967)

Старший тренер: Віктор Чибирєв.